# Giuda Taddeo
Giuda Taddeo, o Giuda di Giacomo o Giuda Lebbeo (Galilea, 10 – Persia, 28 ottobre 70), è stato uno degli apostoli di Gesù e primo Catholicos di tutti gli Armeni, da non confondere con Giuda Iscariota. È venerato da tutte le chiese cristiane che ammettono il culto dei santi.
Poche sono le informazioni che riguardano questo apostolo e tutte fanno riferimento al Nuovo Testamento. Gli sono attribuiti l'apocrifo Vangelo di Taddeo e, secondo la tradizione, la canonica Lettera di Giuda, ritenuta però scritta da Giuda, parente di Gesù, secondo i teologi evangelici e invece pseudoepigrafica da altri studiosi. Giuda Taddeo ebbe come fratello Giacomo, identificato da alcuni con Giacomo il Giusto; da altri con Giacomo il Minore, figlio di Maria di Cleofa, una delle Tre Marie presenti sotto la croce, e di Alfeo (Cleofa), che a sua volta era fratello di Giuseppe; Giuda Taddeo era in entrambi i casi parente di Gesù.

## Il nome

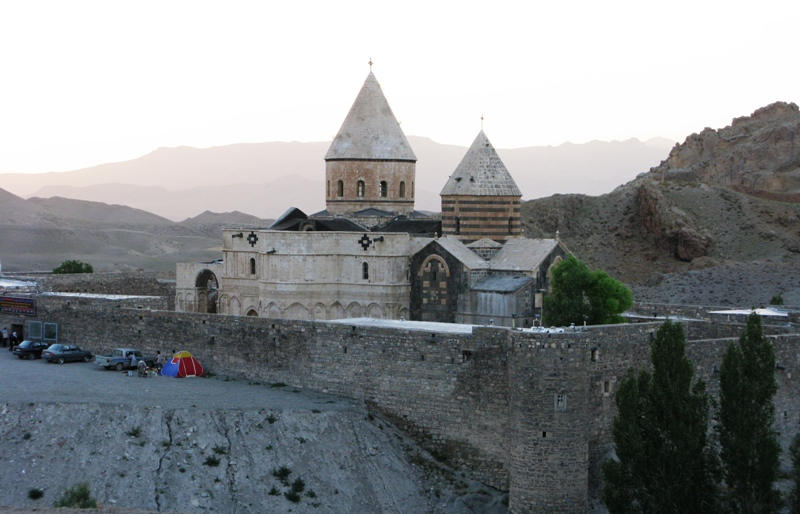
Monastero di San Taddeo, in Iran

L'apostolo Giuda Taddeo fu spesso confuso con l'omonimo traditore, omonimia che gli costò una scarsa devozione popolare nel Medioevo. Nel Vangelo secondo Matteo e nel Vangelo secondo Marco, infatti, l'apostolo non è chiamato col nome di Giuda bensì con quello di Taddeo, che in qualche manoscritto riceve la forma di Lebbeo il cui significato è comunque simile, essendo Taddeo un appellativo derivato dall'aramaico taddajja (petto) e Lebbeo da libba, cioè cuore. Equivarrebbe in entrambi i casi a "uomo dal grande cuore" cioè coraggioso. Se questo coraggio fosse una caratteristica del temperamento del santo non è dato saperlo poiché gli evangelisti usano questo appellativo solo per evidenziare la differenza fra il Giuda "dal grande cuore" e il Giuda traditore. In pochissimi manoscritti del Vangelo secondo Matteo, Giuda è chiamato solo "Taddeo Lebbeo", senza il nome originale, in altri addirittura "Giuda Taddeo Lebbeo", tanto che, nei suoi commenti a Matteo, San Girolamo soprannomina Giuda Taddeo "Apostolo Trinomico" cioè dai tre nomi.
Nel Vangelo secondo Luca l'apostolo è definito però come "Giuda di Giacomo". Il termine "di Giacomo" non è abbastanza chiaro, potendo infatti essere sia figlio che fratello di questo tal Giacomo. Secondo l'interpretazione cattolica, sarebbe vera la seconda ipotesi, e di conseguenza identificandolo come l'autore dell'omonima lettera cattolica; questa interpretazione non è concorde con quella protestante che ritiene l'apostolo figlio di tale Giacomo e attribuisce la lettera ad altro autore, ossia Giuda figlio di Maria e Giuseppe, fratello di Giacomo (autore dell'omonima lettera) e fratellastro di Gesù.

## Nel Nuovo Testamento

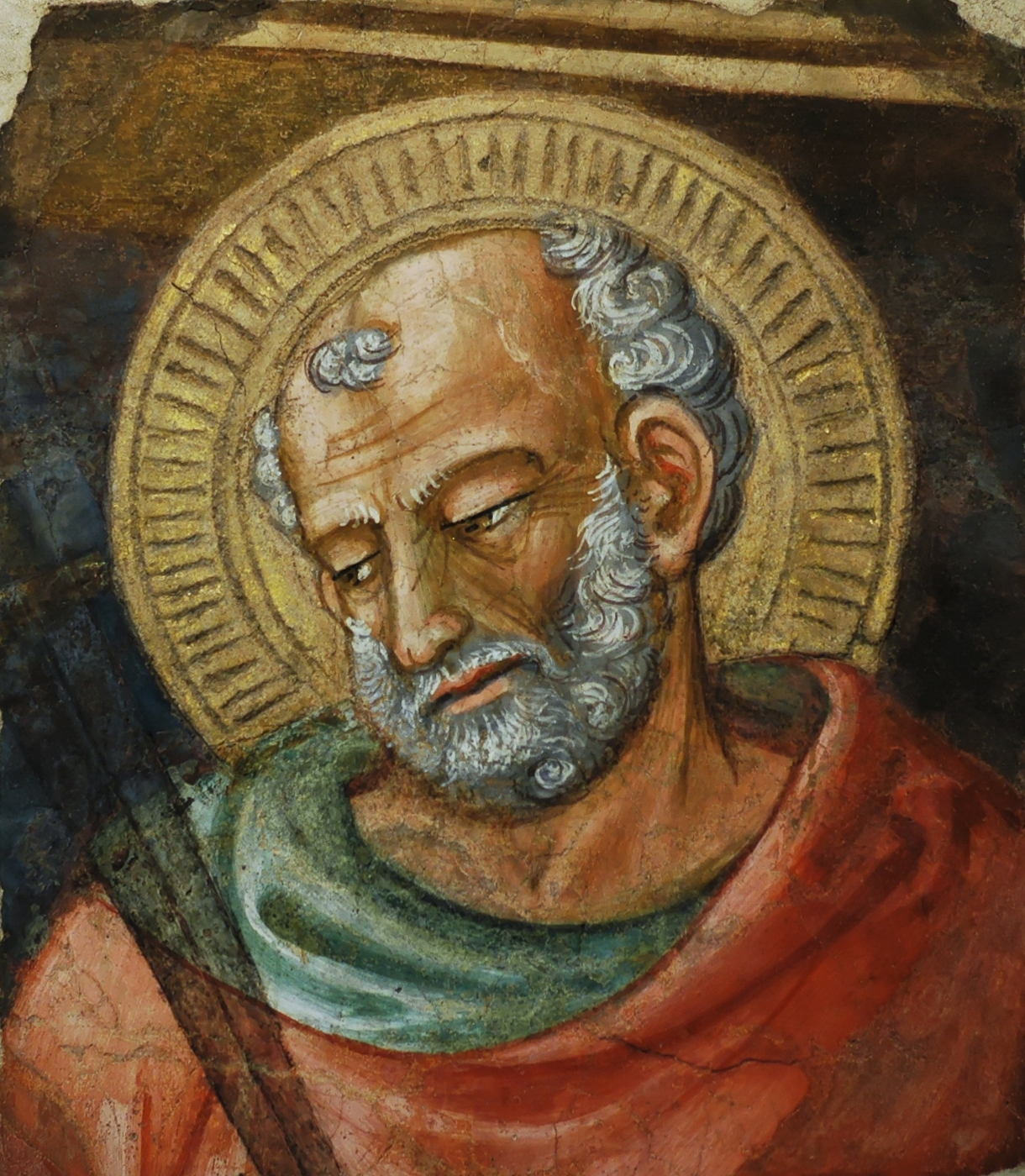
San Giuda Taddeo, di Bicci di Lorenzo (1373–1452), Museo dell'Opera del Duomo di Firenze.

Il suo nome è citato per la prima volta insieme a quello degli altri apostoli quando Gesù sceglie i dodici. Come già detto in precedenza, nei vangeli di Matteo e di Marco è chiamato Taddeo mentre in Luca è definito Giuda "di Giacomo". Altri passi biblici in cui è menzionato sono nel vangelo secondo Giovanni, dove l'apostolo domanda a Gesù "Signore, come mai ti manifesterai a noi e non al mondo?" e per ultimo negli Atti degli Apostoli quando l'autore elenca i presenti nella sala dove avrebbero ricevuto lo Spirito Santo.

## Fonti extrabibliche
Eusebio di Cesarea, nel suo "Storia Ecclesiastica" dichiara come Giuda Taddeo, prima del suo incontro con Gesù, fosse sposato e che, per di più, egli fu lo sposo delle nozze di Cana, nelle quali il suo futuro maestro compì il primo miracolo trasformando l'acqua in vino. Tramite le testimonianze di due discendenti del santo, Zoker e Giacomo, interrogati a Roma in presenza dell'imperatore Domiziano, essi dichiararono di essere contadini così come lo era il loro nonno e continuarono affermando che il podere fruttava all'incirca mille denari, subito finiti a causa delle ingenti imposte.

## Missione apostolica

### Luogo di predicazione

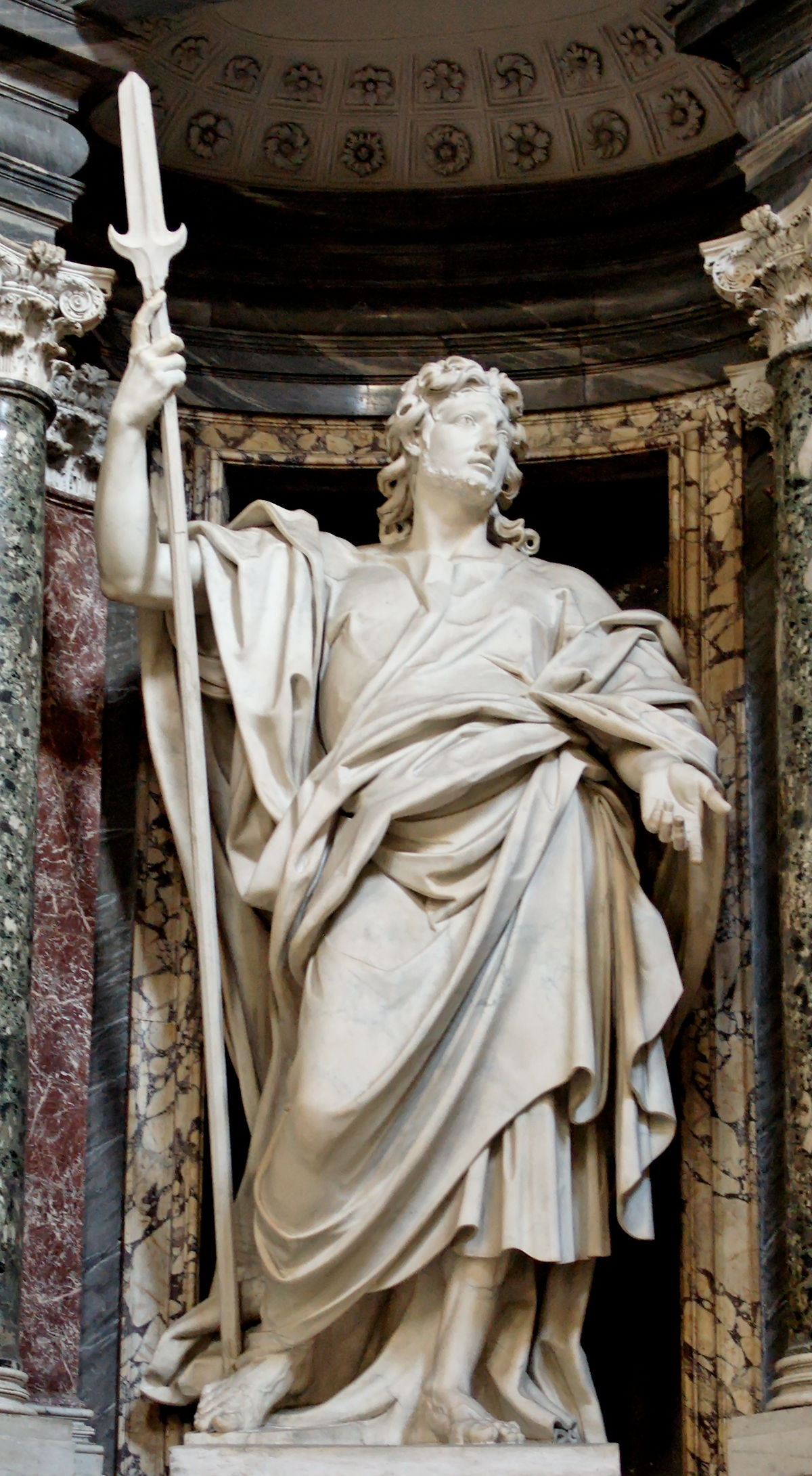
Giuda Taddeo, scultura di Lorenzo Ottoni in San Giovanni in Laterano

Ignoto il luogo preciso di predicazione dell'apostolo. Secondo Niceforo Callisto, che scrive nel XIV secolo, Giuda Taddeo sarebbe stato missionario della Giudea, Galilea, Samaria e Idumea.
Secondo le informazioni che ci forniscono degli autori siriaci, l'attività apostolica di Giuda Taddeo si sarebbe svolta a Edessa di Osroene, nell'Anatolia orientale; infatti in un innario armeno (nell'anno 90 dopo Cristo il grande regno degli Armeni si estendeva dal Caucaso a nord fino ad Edessa a sud) dal XIII secolo gli apostoli Giuda Taddeo e Bartolomeo sono chiamati "i nostri primi illuminatori".
Esiste un'altra leggenda, secondo la quale Taddeo, dopo l'attività svolta presso i suoi compatrioti, si sarebbe portato nelle regioni limitrofe della Fenicia, nell'Arabia, Siria e Mesopotamia; avrebbe sofferto il martirio a Beirut o ad Aradus in Fenicia; altri autori, greci, affermano che Taddeo morì di morte naturale, ma la maggior parte delle fonti della tradizione sostiene che morì martire assieme a Simone Zelota.
La mistica Anna Caterina Emmerich in una delle sue visioni avanza la tesi che sia stato Giuda Taddeo, e non Taddeo di Edessa com'è noto, a recarsi dal re Abgar V ed a guarirlo dalla lebbra.

### Il martirio
Uno scritto narra che Taddeo abbia incontrato l'apostolo Simone il Cananeo in Persia, insieme al quale evangelizzò quel regno; nonostante la continua ostilità dei due maghi Zaroes e Arfaxat, la predicazione dei due apostoli ottenne risultati eccezionali, e nel giro di quindici mesi essi battezzarono a Babilonia 60.000 uomini, senza contare le donne e i fanciulli, e in tredici anni percorsero le dodici province dell'impero persiano.
Giunti nella città di Suanir (nella Colchide), ai due Apostoli fu ordinato di sacrificare nel Tempio del Sole al sole e alla luna, ma essi risposero che il sole e la luna erano solamente creature del Dio che essi annunziavano; cacciarono dagli idoli i demoni, che vi soggiornavano, e, fra ululati e orrende bestemmie, se ne scapparono due figure nere e terrificanti; allora i sacerdoti e il popolo si precipitarono sui due Apostoli; i due furono uccisi da sassate, lance e colpi di mazza, e per questo l'arte mette in mano all'apostolo Giuda una pesante mazza o una lancia. In particolare, dopo essere stato trafitto da lance e mazze, Giuda Taddeo sarebbe stato finito con un colpo d'ascia sulla testa.
Un re avrebbe poi fatto trasportare i corpi dei santi Apostoli nella sua città residenziale, dove avrebbe edificato una chiesa in marmo a forma di ottagono e avrebbe composte le salme in un sarcofago d'argento all'interno di una camera rivestita di lamine d'oro. La costruzione sarebbe stata ultimata e consacrata dopo tre anni, il primo giorno di luglio, cioè nella ricorrenza della morte degli Apostoli.

## Culto

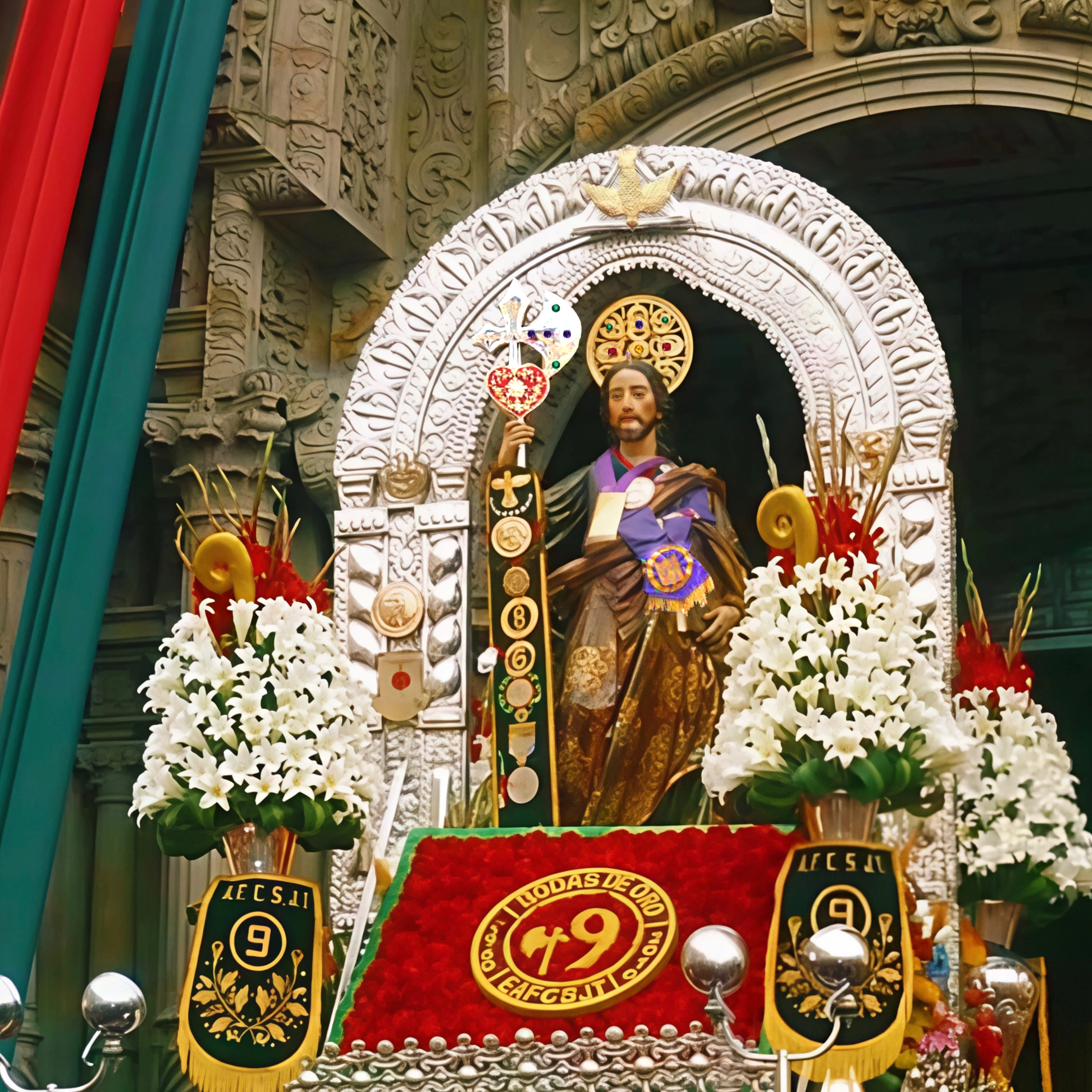
Processione a Lima, Perù

Nella Chiesa occidentale Taddeo e Simone vengono festeggiati nel medesimo giorno, come Filippo e Giacomo Minore, come Pietro e Paolo, da tempo antichissimo; il motivo vero, oggettivo della loro festa in comune può essere la loro attività e morte insieme, affermata dalla leggenda. Come giorno per la festa è stato scelto il 28 ottobre. Viene considerato, per antichissima tradizione, patrocinatore dei casi disperati e grande taumaturgo.

### Reliquie

#### San Pietro in Vaticano
Le reliquie del santo sono conservate nella Basilica di San Pietro, al centro dell'abside del transetto sinistro dedicato a San Giuseppe.

#### Sant'Agostino di Lanciano
Secondo la tradizione, ma anche tramite lettere autentiche conservate nel Museo diocesano, nel 1438 un francescano lancianese di nome Jacopo si recò a Venezia, per venerare le reliquie dei santi Simone e Giuda nella basilica omonima.
Il frate fu così colpito che decise di portare qualche reliquia a Lanciano (Abruzzo) per scongiurare la città dalle carestie. Prese la testa di San Simone e un avambraccio e la tibia di Giuda Taddeo. Alla scoperta, il doge di Venezia scrisse al vescovo di Chieti, che però si rifiutò di consegnare le reliquie. Il doge allora dichiarò guerra a Lanciano e organizzò l'attacco per mare, partendo da San Vito Chietino, che allora si chiamava solo "San Vito". Peccato che il doge sbagliò paese e colpì più a sud San Vito dei Normanni.
Il re di Napoli Ferdinando allora ordinò il cessate il fuoco della guerra e solo un secolo più tardi Venezia con una bolla ufficiale si decise a riconoscere la nuova proprietà lancianese delle reliquie.
Oggi le presunte reliquie dei due santi si trovano nella cappella omonima del complesso conventuale di Sant'Agostino a Lanciano, in via dei Frentani.

### Iconografia
Viene raffigurato con un bastone e una lancia, simboli del martirio.

## Giuda Taddeo e la Sacra Sindone di Torino

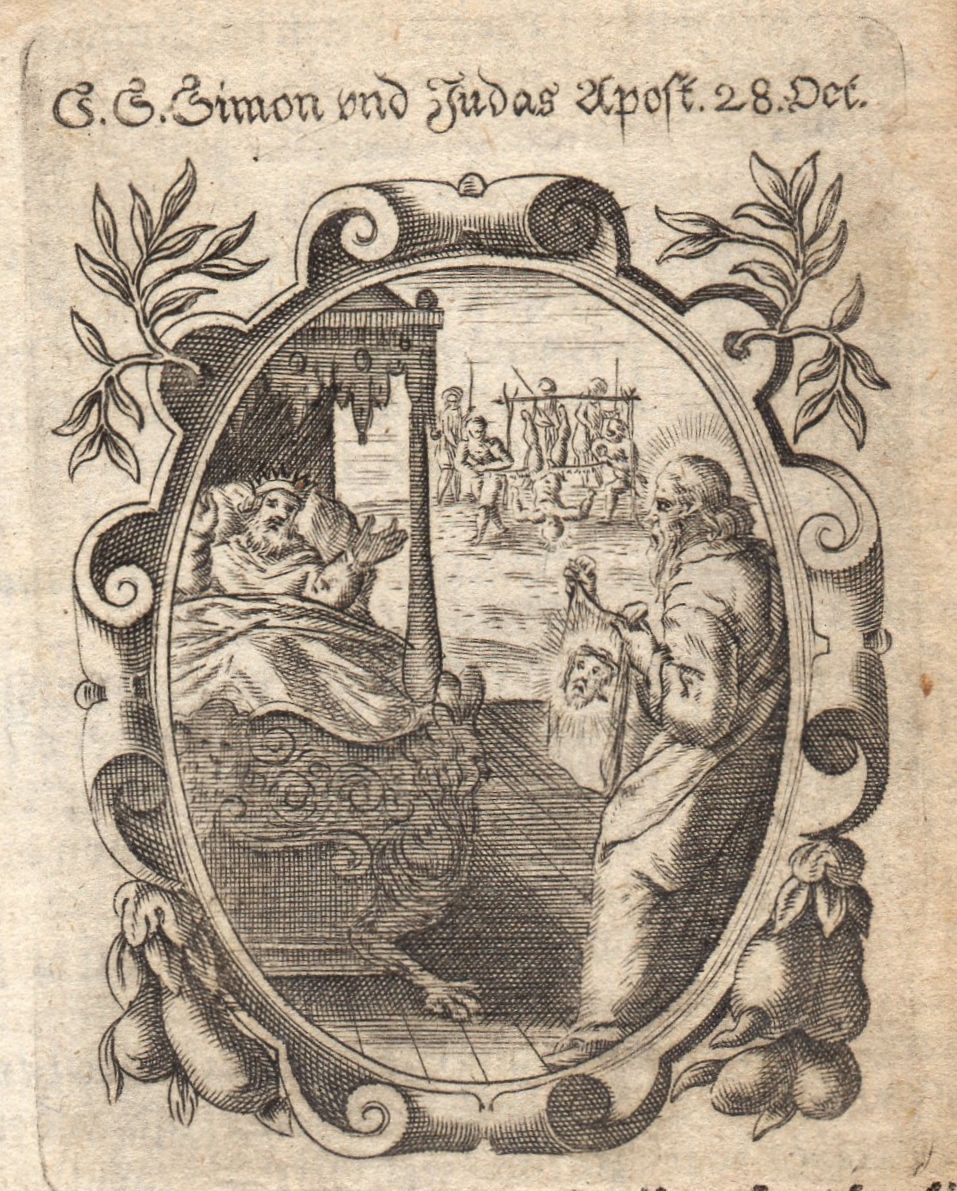
Antica incisione del XVII secolo raffigurante S.Giuda Taddeo mentre visita e guarisce con l'aiuto del Mandylion il re Abgar di Edessa.

Una caratteristica molto importante del modo di evangelizzare di Giuda Taddeo è l'uso di una icona molto particolare, infatti era solito portare con se una tavoletta o una stoffa recante impressa l’immagine del volto di Gesù Cristo, come uno strumento utile alla predicazione ed alla conversione.
Su questa sua particolare usanza, vi è una notizia molto interessante, legata a questa immagine; infatti nel 1977 la famosa sindonologa Emanuela Marinelli attraverso lo studio degli spostamenti del famoso e Sacro lenzuolo funerario di Torino nel medio oriente ha avanzato l’ipotesi molto fondata  che l’icona che Giuda Taddeo recava con sé e che utilizzava per convertire i popoli non fosse altro che il Mandylion, ovvero il lenzuolo che avvolse il corpo di Gesù quando fu adagiato nel sepolcro e unico testimone materiale della resurrezione, lenzuolo che altri non è che la Sacra Sindone di Torino che conosciamo molto bene e all’epoca ripiegata in più parti dall’apostolo fino a mostrare solamente il volto impresso del Cristo.

## Riferimenti nella cultura di massa
- Nel videogioco di ruolo Vampire: The Masquerade - Redemption, il protagonista Christof Romuald trova e porta sempre con sé un medaglione di San Giuda, patrono delle cause perse ed il tema de "la speranza oltre la speranza" accompagna tutta l'avventura.
- Nel romanzo horror-noir "In Tenebris" di Alan Risi, il protagonista Alex Thorne indossa un pendente con l'effigie di San Giuda Taddeo e ne invoca la protezione in quanto patrono delle cause perse.
- Nel film Gli Intoccabili, Jimmy Malone porta sempre con sé una medaglietta di San Giuda, patrono delle cause perse ("e dei poliziotti", aggiunge Jim).
- Nel film Man on Fire - Il fuoco della vendetta il protagonista (Denzel Washington) riceve in regalo dalla bambina che deve proteggere (Dakota Fanning) una medaglietta del santo protettore delle cause perse che lo accompagnerà sino alla fine.
- Nel film Segui il tuo cuore, Florio Ferrante (Ray Liotta), soccorritore di ambulanze, porta sempre con sé una medaglietta di San Giuda, e alla sua morte fa in modo che venga data al protagonista Charlie St. Cloud (Zac Efron), facendogli sapere che rappresenta il patrono delle cause perse così come sembrava una causa persa Charlie prima che il suo cuore riprendesse miracolosamente a battere.
- Nel film Le streghe son tornate, Antonio (Mario Casas) vende e poi recupera la sua medaglietta di San Giuda Taddeo. Durante una rocambolesca fuga con Calvo (Pepón Nieto), recupera la medaglietta dalla refurtiva e dopo averla baciata, la lancia contro una strega la quale, dopo il suo contatto prende fuoco all'istante.
- Nel film Sleepers, l'immagine di San Giuda viene trovata insieme ad un Crocifisso nel portafoglio di uno dei quattro amici e protagonisti del film.
- In Brasile, San Giuda è il patrono della squadra di calcio Flamengo, che commemora il giorno delle tifose nel giorno 28 ottobre (giorno di San Giuda).
- Borgo San Giuda è un paese di fantasia del Trentino in cui è ambientato il romanzo XY di Sandro Veronesi.
- Nella serie TV Penny Dreadful, Ethan compie un esorcismo su Vanessa tramite una medaglietta dedicata a san Giuda, e invocandolo in latino.
- Nel terzo album di Florence + The Machine è contenuta la canzone St. Jude, in cui il santo protettore delle cause perse è indicato però al femminile, ricollegandolo alla tempesta che colpì, tra altri paesi, anche il Regno Unito nei giorni del 27 e 28 ottobre 2013, battezzata con lo stesso nome.
- Nel romanzo La ragazza dagli occhi verdi di Edna O'Brien (1962) la protagonista, all'epilogo di una storia d'amore complicata, prega "san Giuda, patrono dei casi disperati".
- Nella puntata Io sono Anna Frank (2ª parte) della seconda stagione di American Horror Story, Suor Jude invoca San Giuda Taddeo per una sua preghiera personale
- Nel film The life of David Gale il protagonista Kevin Spacey (nel ruolo di David Gale) cita il nome di San Giuda Taddeo sostenendo di essere in una situazione disperata poiché è stato incastrato ingiustamente.